# Hernán Darío Ortiz
Hernán Darío Ortiz (Godoy Cruz, Mendoza, Argentina, 14 de julio de 1967) es un exfutbolista y actual entrenador argentino. Jugaba como defensor central. Actualmente sin club.

## Trayectoria

### Como jugador
Jugó en Gimnasia La Plata, Huracán Corrientes, Gimnasia y Tiro de Salta, Almirante Brown de Arrecifes e Independiente Rivadavia de Mendoza. Su único título como futbolista fue la Copa Centenario ganada en el año 1994 con Gimnasia y Esgrima La Plata

### Como entrenador
A cargo originalmente de las divisiones inferiores de Gimnasia y Esgrima La Plata. El 29 de abril de 2011 asumió como Director Técnico del equipo de Primera División de Gimnasia después de la renuncia de Ángel Cappa, cargo en que se mantuvo hasta el descenso del equipo al Nacional B.
Después de dejar la conducción técnica de Gimnasia, con la humildad que siempre caracterizó al Indio, trabajó como repartidor de viandas en la ciudad de La Plata en un local perteneciente a un amigo.
El 8 de abril de 2012, por recomendación del Arquero Gastón "el gato" Sessa (A quien había dirigido en Gimnasia y Esgrima La Plata) asumió la dirección técnica de Boca Unidos en lugar de la dupla Medero - Marini.
En noviembre de 2015 el exjugador y técnico de Gimnasia y Esgrima La Plata, vuelve a las divisiones inferiores del Club asumiendo como director técnico de la Sexta División del Lobo.
En enero de 2018 el "Indio" Ortiz volvió a la institución Mens Sana para estar en la Secretaría Técnica y seguir reclutando jóvenes promesas para que crezcan en el club. A 3 fechas de terminar el campeonato 2017/2018, y tras la renuncia de Facundo Sava, asume como entrenador interino para las fechas restantes donde consigue 2 empates (contra Boca Juniors e Independiente de Avellaneda) y un triunfo (contra Newell's Old Boys), siendo en este último el debut con gol incluido de su hijo Nicolás Ortíz.
En el mes de abril de 2024 asume como Director Técnico del Club Sarmiento de Resistencia Chaco.
El 15 de julio de 2024, se convirtió por segunda vez en Director Técnico de Ciudad Bolívar del Torneo Federal A.
El 30 de septiembre de 2024, dio por finalizado su segundo ciclo como Director Técnico de Ciudad Bolívar.

## Clubes

### Como jugador
| Club                         | País      | Año       |
| ---------------------------- | --------- | --------- |
| Godoy Cruz                   | Argentina | 1986-1989 |
| Gimnasia La Plata            | Argentina | 1989-1996 |
| Huracán Corrientes           | Argentina | 1996-1997 |
| Gimnasia y Tiro de Salta     | Argentina | 1997-1998 |
| Almirante Brown de Arrecifes | Argentina | 1998-1999 |
| Independiente Rivadavia      | Argentina | 1999-2001 |

### Como entrenador
Datos actualizados al último partido dirigido el 27 de julio de 2025.
| Club                         | País      | Año                       | PJ  | PG | PE | PP | GF  | GC  | DG  | EF%    |
| ---------------------------- | --------- | ------------------------- | --- | -- | -- | -- | --- | --- | --- | ------ |
| Gimnasia La Plata            | Argentina | 2011                      | 10  | 2  | 5  | 3  | 11  | 11  | 0   | 36.67% |
| Boca Unidos                  | Argentina | 2012                      | 28  | 9  | 7  | 12 | 31  | 36  | -5  | 40.48% |
| Estudiantes de San Luis      | Argentina | 2014-2015                 | 41  | 17 | 14 | 10 | 55  | 28  | +17 | 52.85% |
| Atlético Paraná              | Argentina | 2016-2017                 | 24  | 6  | 7  | 11 | 18  | 25  | -7  | 34.72% |
| Gimnasia La Plata (interino) | Argentina | 2018                      | 3   | 1  | 2  | 0  | 6   | 4   | +2  | 55.56% |
| Gimnasia La Plata            | Argentina | 2019                      | 19  | 6  | 6  | 7  | 16  | 15  | +1  | 42.11% |
| Gimnasia La Plata            | Argentina | Total en Gelp             | 32  | 9  | 13 | 10 | 33  | 30  | +3  | 41.67% |
| Mitre de Santiago del Estero | Argentina | 2020-2021                 | 22  | 5  | 9  | 8  | 26  | 32  | -6  | 36.36% |
| Ciudad Bolívar               | Argentina | 2022-2023                 | 46  | 22 | 11 | 13 | 50  | 41  | +9  | 55.8%  |
| Sarmiento (R)                | Argentina | 2024                      | 13  | 1  | 4  | 8  | 7   | 15  | -8  | 17.95% |
| Ciudad Bolívar               | Argentina | 2024                      | 9   | 5  | 2  | 2  | 8   | 5   | +3  | 62.96% |
| Ciudad Bolívar               | Argentina | Total en Ciudad Bolívar   | 55  | 27 | 13 | 15 | 58  | 46  | +12 | 56.97% |
| Estudiantes de San Luis      | Argentina | 2025-presente             | 18  | 4  | 7  | 7  | 14  | 16  | -2  | 35.19% |
| Estudiantes de San Luis      | Argentina | Total en Estudiantes (SL) | 59  | 21 | 21 | 17 | 69  | 54  | +15 | 47.46% |
| Total                        | Total     | Total                     | 233 | 78 | 74 | 81 | 242 | 228 | +14 | 44.06% |

- (*): Dupla técnica con Pablo Morant.

## Palmarés

### Como jugador
| Título          | Club              | País      | Año  |
| --------------- | ----------------- | --------- | ---- |
| Copa Centenario | Gimnasia La Plata | Argentina | 1993 |

### Como entrenador
| Título           | Club                    | País      | Año  |
| ---------------- | ----------------------- | --------- | ---- |
| Torneo Federal A | Estudiantes de San Luis | Argentina | 2014 |